# Adolf van Nassau-Schaumburg
Adolf van Nassau-Schaumburg (23 januari 1629 - 19 december 1676) was van 1653 tot 1654 graaf en van 1654 tot aan zijn dood vorst van Nassau-Schaumburg. Hij behoorde tot het huis Nassau-Dillenburg en was de stichter van de kortstondige linie Nassau-Schaumburg.

## Levensloop
Adolf was de vierde zoon van graaf Lodewijk Hendrik van Nassau-Dillenburg uit diens eerste huwelijk met Catharina, dochter van graaf Lodewijk I van Sayn-Wittgenstein.
In 1653 huwde hij met Charlotte van Holzappel (1640-1707), dochter van Peter Melander, graaf van Holzappel. Via het huwelijk verwierf Adolf het graafschap Holzappel en de heerlijkheid Schaumburg en voortaan liet hij zich graaf van Nassau-Schaumburg noemen. Toen zijn vader in 1654 de erfelijke vorstentitel werd verleend, nam ook Adolf de titel van vorst aan. Na de dood van Lodewijk Hendrik in 1662 erfde hij tevens het ambt Driedorf.
Omdat Adolf geen overlevende mannelijke nakomelingen had, stierf bij zijn dood in 1676 de linie Nassau-Schaumburg in de mannelijke lijn uit. Holzappel en Schaumburg kwamen in 1692 in het bezit van zijn schoonzoon Lebrecht van Anhalt-Bernburg-Schaumburg-Hoym, de echtgenoot van zijn jongste dochter Charlotte.

## Nakomelingen
Adolf en zijn echtgenote Charlotte van Holzappel kregen acht kinderen:
- Catharina (1659)
- Agnes (1660)
- Willem Lodewijk (1661)
- Ernestina Charlotte (1662-1732), huwde eerst in 1678 met vorst Willem Maurits van Nassau-Siegen en daarna met Friedrich Philip von Geuder-Rabensteiner, hofmeester in Bernburg
- Johanna Elisabeth (1663-1700), huwde in 1692 met graaf Frederik Adolf van Lippe-Detmold
- Louise Henriëtte (1665)
- Karel Hendrik (1670)
- Charlotte (1672-1700), huwde in 1692 met vorst Lebrecht van Anhalt-Bernburg-Schaumburg-Hoym